# Michail Wjatscheslawowitsch Anissin
Michail Wjatscheslawowitsch Anissin (russisch Михаил Вячеславович Анисин; * 1. März 1988 in Moskau, Russische SFSR) ist ein russischer Eishockeyspieler, der seit Dezember 2018 bei HSC Csíkszereda unter Vertrag steht. Sein Vater Wjatscheslaw war ebenfalls Eishockeyspieler, seine Mutter Irina und Schwester Marina waren Eiskunstläuferinnen.

## Karriere
Michail Anissin stammt aus dem Nachwuchsbereich des HK ZSKA Moskau, für den er alle Nachwuchsmannschaften durchlief und während der Saison 2004/05 in der drittklassigen Perwaja Liga debütierte. Während der Saison 2005/06 wurde er vorübergehend beim Chimik Woskressensk in der Wysschaja Liga eingesetzt und absolvierte 2006 zehn Spiele in der russischen Superliga für den ZSKA. In der Spielzeit 2006/07 wechselte er zum Ligarivalen Krylja Sowetow Moskau, mit dem er am Ende der Saison abstieg. In der Saison 2007/08 wurde er mit 63 Punkten zum Topscorer der Wysschaja Liga. Dadurch wurde das Management des HK Sibir Nowosibirsk auf den jungen Stürmer aufmerksam, für den er von 2008 bis 2010 in der Kontinentalen Hockey-Liga auf dem Eis stand.
Die Saison 2010/11 begann Anissin bei Sewerstal Tscherepowez und wechselte im November 2010 zum HK Jugra Chanty-Mansijsk. Die Spielzeit beendete er allerdings bei Witjas Tschechow, für die er zwischen Januar 2011 und Januar 2012 auf dem Eis stand. Anschließend wechselte er zum HK Dynamo Moskau und gewann mit diesem am Ende der Spielzeit 2011/12 den Gagarin-Pokal. Zudem wurde er mit 14 Toren bester Torschütze der KHL-Play-offs und in das All-Star-Team der Liga gewählt. Hinzu kam eine Auszeichnung als KHL-Spieler des Monats April.
Mitte Dezember 2012 wurde Anissin nach internen Auseinandersetzungen mit Trainer Oļegs Znaroks zunächst suspendiert, später wurden seine Transferrechte an die KHL-Führung verkauft. Ende 2012 kaufte Sewerstal Tscherepowez die Rechte an Anissin ab und nahm ihn bis Saisonende unter Vertrag. Anschließend wechselte er im Frühsommer 2013 innerhalb der KHL zu Neftechimik Nischnekamsk, für das er 14 KHL-Partien absolviert hatte, ehe er im Oktober des gleichen Jahres zum HK Donbass Donezk wechselte. Für den HK Donbass lief er jedoch nur in 6 Partien auf, ehe er erneut entlassen wurde.
Anschließend war Anissin vereinslos. Im August 2014 absolvierte er das Trainingslager des neu gegründeten HK Sotschi und erhielt von diesem am Ende des Monats einen Vertrag für die KHL.

## Erfolge und Auszeichnungen
- 2008 Topscorer der Wysschaja Liga
- 2012 KHL All-Star Game
- 2012 KHL-Spieler des Monats April
- 2012 Gagarin-Pokal-Gewinn mit dem OHK Dynamo
- 2012 Bester Torschütze der KHL-Playoffs
- 2012 All-Star-Team der KHL